# GNU Core Utilities
GNU Core Utilities (sau coreutils) este un pachet de software GNU care conține reimplementări pentru multe dintre instrumentele de bază, cum ar fi cat, ls și rm, utilizate pe sistemele de operare Unix-like.